# 正崇寺
正崇寺（しょうそうじ）は、滋賀県蒲生郡日野町大窪にある浄土真宗本願寺派の仏教寺院。山号は川原山（せんげんさん）。開基は1241年（仁治2年）、円鸞による。江戸時代には若霖と法霖の2人の能化（学林の長）が輩出した。

## 概要
開基の円鸞は、佐々木高綱の四男・兵庫介で、1235年（嘉禎元年）に親鸞が木辺の錦織寺を訪れた際に帰依し、親鸞から一字をもらい法名を円鸞として出家したとされる。初めは京都松原通西洞院東に建立して興正寺といったが、1395年（応永2年）に近江の日野に移り、さらに1493年（明応2年）に蓮如によって正崇寺と改められたという。日野牧五ヶ寺の一寺という由緒を持つ。
第3代能化の若霖およびその弟子である第4代能化の法霖が住した。法霖は優れた学僧であったが、病身の門主・湛如が加持祈祷を受けたことを浄土真宗にふさわしくないとして自害を勧め、彼の死後、京都から正崇寺への帰りの駕籠の中で自害したとされる。その時の遺偈が残されている。